# سوفیان استیونز
سوفیان استیونز (انگلیسی: Sufjan Stevens؛ زادهٔ ۱ ژوئیهٔ ۱۹۷۵) خواننده، ترانه‌سرا و چند ساز نواز ایندی فولک و ایندی راک اهل ایالات متحده آمریکا است. او با آلبوم «خورشیدی آمد» (A Sun Came) در سال ۲۰۰۰ مطرح شد اما بیشتر با آلبوم «ایلینوی» (Illinois) و به‌ویژه تک‌آهنگ «شیکاگو» از آن آلبوم شناخته می‌شود.
سبک کار او چه در استفاده از ریتم و چه در سازبندی پرتنوع است و موسیقی‌اش از الکترونیکا تا لو-فی فولک را دربر می‌گیرد.